# راتشيل تايلور
راتشيل تايلور (بالإنجليزية: Rachael Taylor)‏ هي مجدفة أسترالية، ولدت في 6 مايو 1976 في بالارات في أستراليا.

## وصلات خارجية
- راتشيل تايلور على موقع الاتحاد الدولي للتجديف (الإنجليزية)
- راتشيل تايلور على موقع اللجنة الأولمبية الدولية (الإنجليزية)
- راتشيل تايلور على موقع أوليمبيديا (الإنجليزية)
- راتشيل تايلور على موقع اللجنة الأولمبية الأسترالية (الإنجليزية)